# Bilwi
Bilwí est la principale ville de la municipalité de Puerto Cabezas située dans la région autonome de la Côte caraïbe nord, au Nicaragua. Sa population est d'environ 60 000 habitants.
La ville et la région tout entière sont des terres indigènes. La ville de Bilwi fait partie de la Communauté de Karata, qui comprend des terres au nord de Bilwi limitrophes de la Communauté de Ten. Les propriétaires sont différentes communautés qui se sont réparti les terres.
La culture caraïbéenne est très prégnante, comme sur le reste de la côte est du Nicaragua. La population parle majoritairement espagnol, mais d'importants groupes parlent également le Créole et le Miskito.